# مسیر فراموش نشدنی
مسیر فراموش نشدنی (به انگلیسی: The Unforgotten Path)، یک آلبوم استودیویی از جردن رودس است. این آلبوم در ۱۶ نوامبر ۲۰۱۵ منتشر شد.

## آهنگ‌سازی
اکثر قطعات این آلبوم باز نوازی قطعاتی از هنرمندان مختلف (برای مثال بیتلز، پینک فلوید، ریدیوهد و التون جان) هستند که توسط رودس با پیانو اجرا شده‌اند، به جز چهار قطعه که جدید می‌باشند.

## دست‌اندرکاران
- جوردن رودس – گرند پیانو[۶]